# Biketrial
|  | Aquest article tracta sobre la variant del bicictrial regulada per la BIU. Si cerqueu informació sobre el bicitrial en general, vegeu «bicitrial». |

Biketrial és la variant del bicitrial regulada per la Unió Internacional de Biketrial (BIU) d'ençà del 1992, any de constitució d'aquesta entitat. El biketrial és considerat l'hereu directe de la primitiva forma d'aquest esport, el trialsín, i sorgí com a resposta a la sensació de menysteniment per part de la Unió Ciclista Internacional que tenien els responsables d'aquella modalitat.

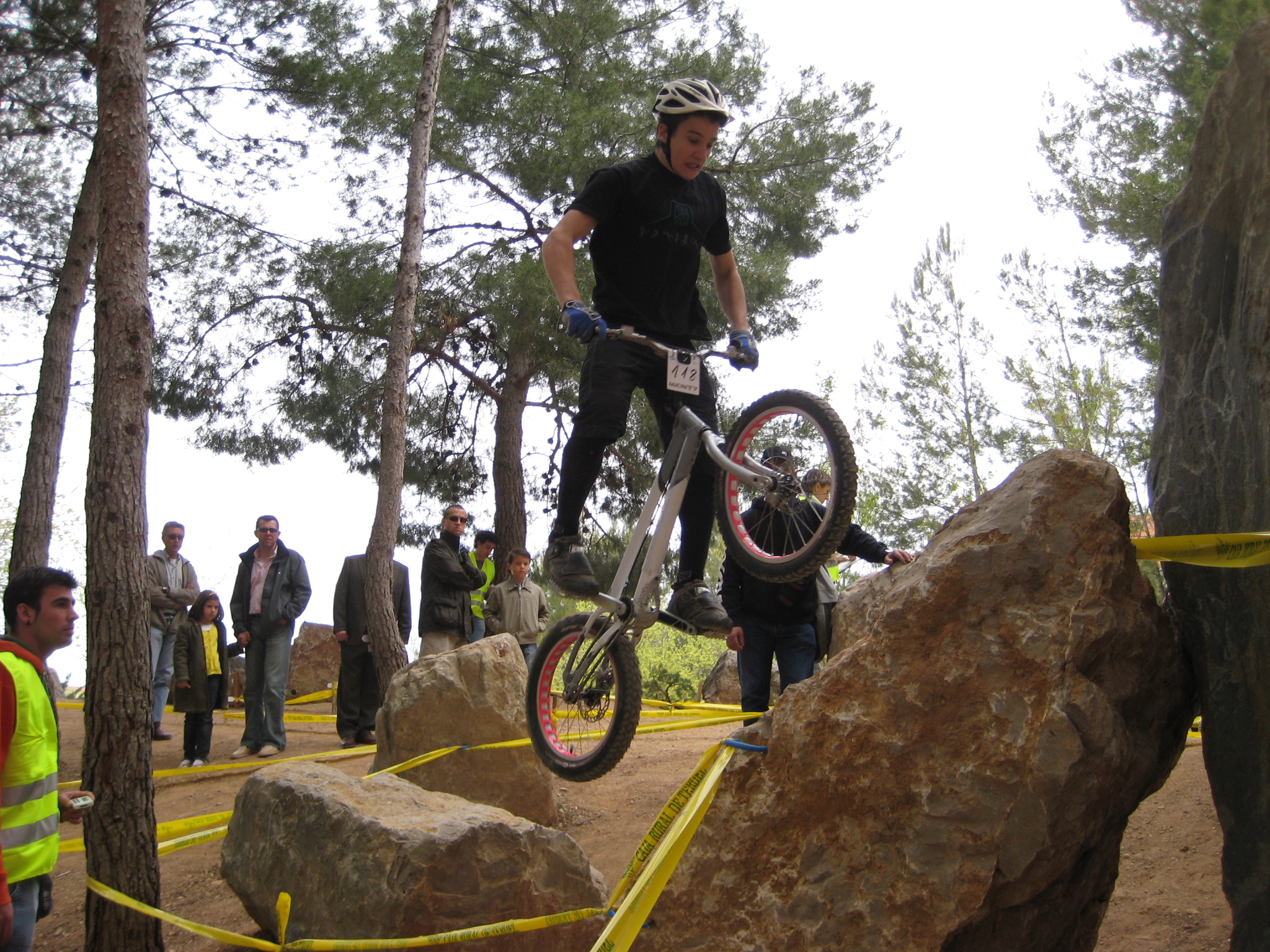
Un pilot en una prova a Terol el 2008

Actualment el biketrial és la variant que compta amb més seguidors i practicants a Catalunya i en molts altres països, disposant d'una extensa xarxa de federacions nacionals i clubs que fa que el calendari de competicions i campionats sigui molt ampli. D'altra banda, a Catalunya l'interès és molt alt atès que la selecció nacional és reconeguda per la BIU i participa en els mundials amb gran èxit (des que hi fou admesa el 2009, ha guanyat tots els mundials per nacions disputats fins ara).
Tot i que la seva normativa oficial difereix en alguns detalls de la del trial regulat per l'UCI, a la pràctica ambdues variants són gairebé idèntiques.

## Reglament

### Punts de penalització

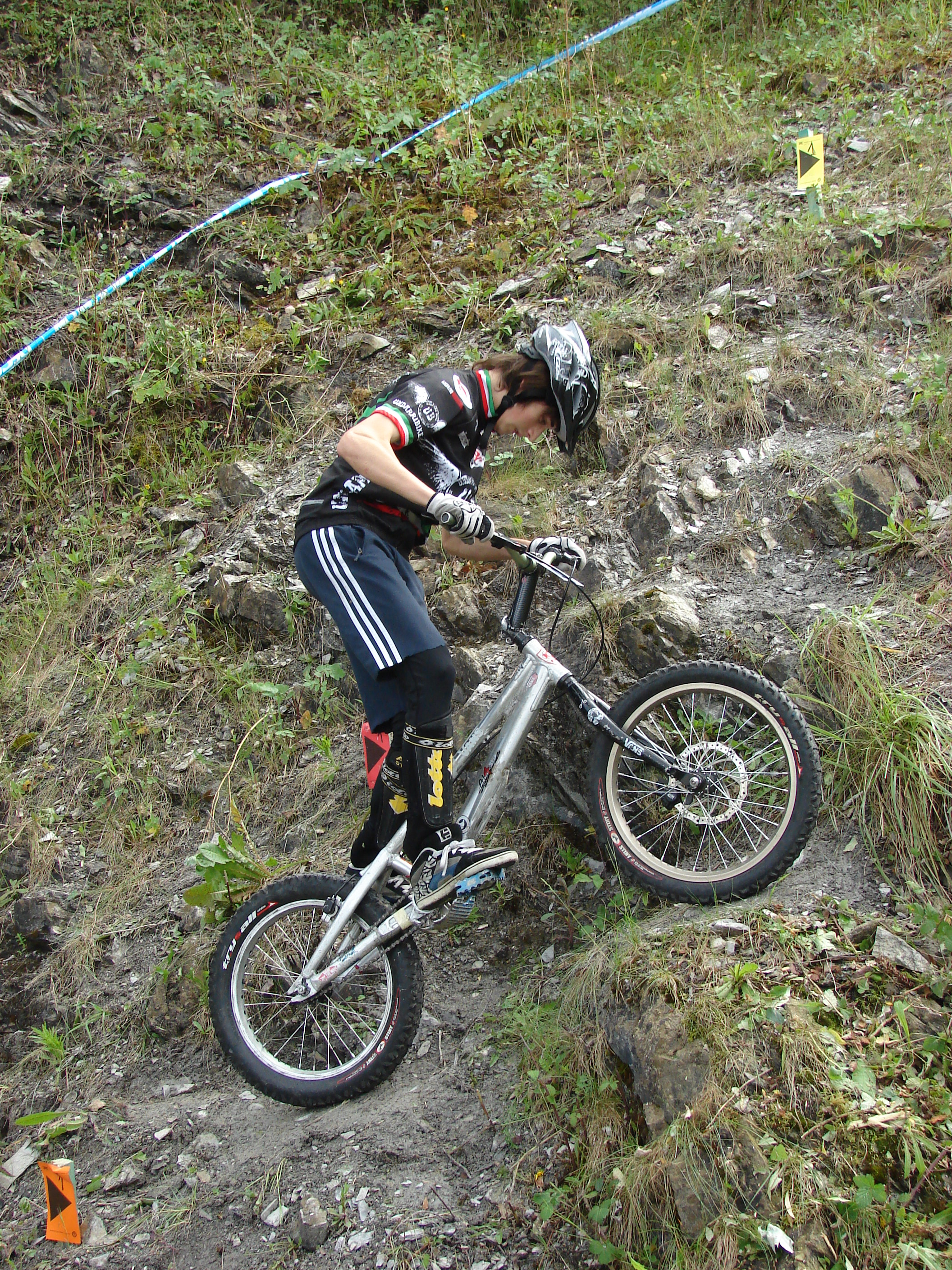
Un pilot competint al Campionat del País Basc (Irun, 2011)

La penalització màxima que pot ser obtinguda en cada zona és de 5 punts i la més baixa, 0. Atès que la forma més habitual de penalitzar un punt és posant un peu a terra, els punts es coneixen normalment com a "peus" (en anglès, dabs, "tocs", pel fet de tocar el terra). Hi ha certes regles complementàries, com ara: posar els dos peus alhora o una mà es traduirà en 5 punts; excedir el límit de temps per a completar la zona, fixat en 2 minuts, es traduirà en 5 punts.
- Penalitzacions establertes per a una zona de biketrial:

| Punts | Falta      |
| ----- | ---------- |
| 0     | Cap peu    |
| 1     | 1 peu      |
| 2     | 2 peus     |
| 3     | 3 o 4 peus |
| 5     | "Fiasco"   |

1. ↑  S'anomena Fiasco[3] la falta màxima possible al bicitrial. El pilot incorre en aquesta falta per diversos motius, els més coneguts dels quals són:
  - Posar 5 o més peus
  - Posar dos peus alhora
  - Caure
  - etc.

### Normativa
D'acord amb les normes de la BIU, al contrari que amb les regles UCI algunes parts de les bicicletes (com ara, per exemple, les bieles, els pedals, la part baixa del quadre ...) poden descansar sobre un objecte sense incórrer en penalització.

## Competició

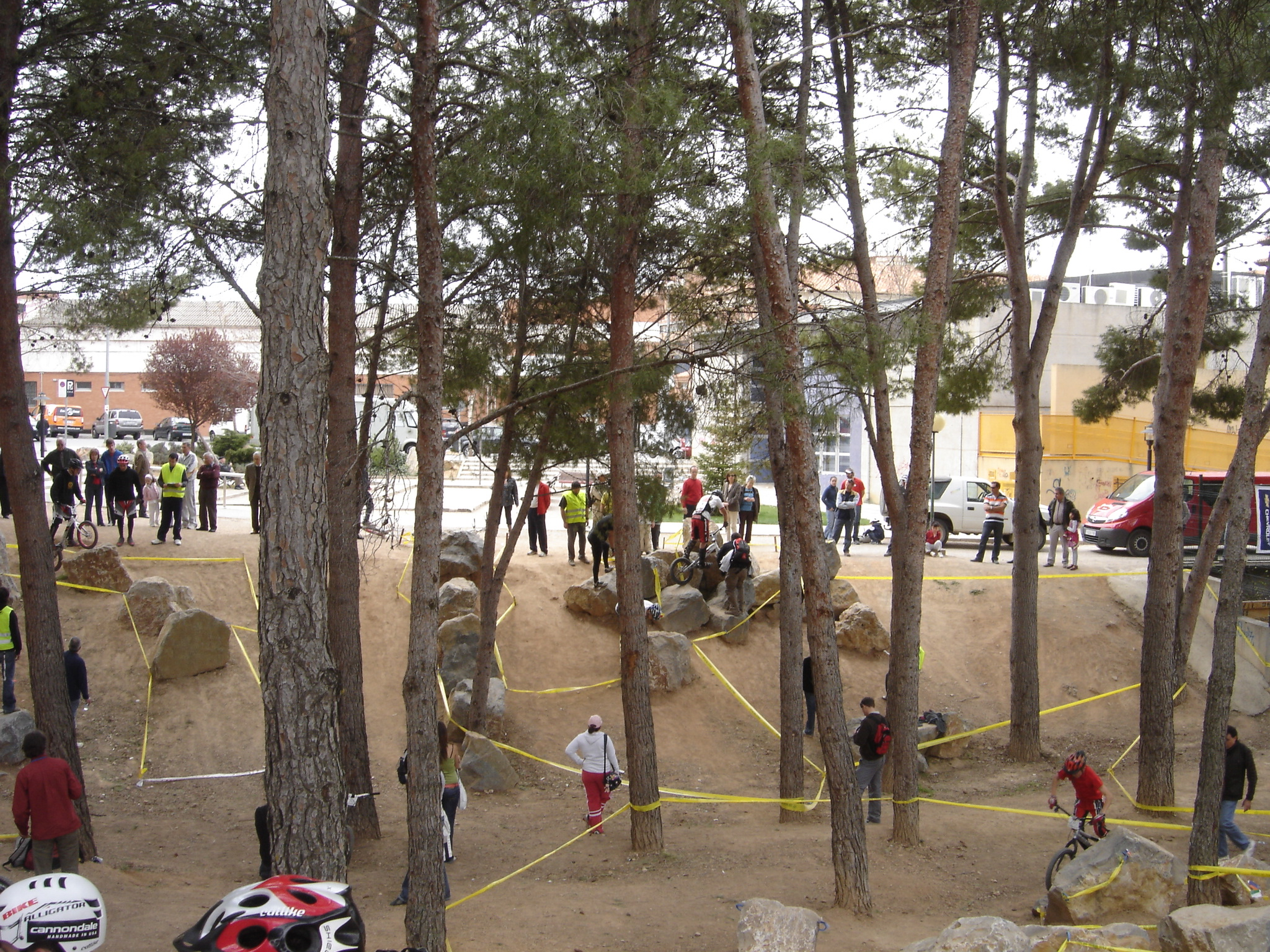
Seccions o zones d'una prova de biketrial

El Campionat del Món de biketrial, organitzat per la BIU, té una àmplia cobertura mediàtica i el campió del món esdevé el pilot de bicitrial amb més repercussió internacional. A banda, hi ha diverses competicions que compten amb gran prestigi i seguiment, com ara:
- Campionat d'Europa de biketrial, organitzat per la European Biketrial Union (EBU).
- Campionat dels Països Catalans de biketrial, organitzat per la Biketrial Associació Catalana (BAC).
- Campionat de Catalunya de biketrial, organitzat per la BAC.
- Campionat d'Espanya de biketrial, organitzat per la Biketrial Unión Española (BUE).

### Competicions nacionals
Hi ha diversos països que organitzen els seus propis campionats nacionals, entre els quals:
| Principals campionats nacionals de biketrial | Principals campionats nacionals de biketrial | Principals campionats nacionals de biketrial | Principals campionats nacionals de biketrial |
| -------------------------------------------- | -------------------------------------------- | -------------------------------------------- | -------------------------------------------- |
| Alemanya                                     | Andorra                                      | Bèlgica                                      | Canadà                                       |
| Catalunya                                    | Colòmbia                                     | Eslovàquia                                   | Espanya                                      |
| França                                       | Indonèsia                                    | Itàlia                                       | Japó                                         |
| Letònia                                      | Malàisia                                     | Països Catalans                              | Polònia                                      |
| Regne Unit                                   | Txèquia                                      | Rússia                                       | Singapur                                     |
| Suècia                                       | Taiwan                                       | R.P. de la Xina                              |                                              |

### Categories
Les categories federatives de competició en biketrial es divideixen en tres grups: A, B i C (les dues primeres segons el grau d'experiència del pilot i la tercera específica per a dones). L'accés a la màxima categoria, Elite, s'aconsegueix en funció del resultat obtingut al campionat corresponent de les dues categories superiors (Junior i Senior): al final de la temporada es fa una classificació general entre les dues categories i els tres primers són els que accedeixen a Elite. Del quart al sisè, si no hi ha gaire diferència, també hi pugen.
| Grup | Categoria | Color    | Edat        | Sexe | Roda |
| ---- | --------- | -------- | ----------- | ---- | ---- |
| A    | Elite     | Groc     | Seleccionat | H/D  | 26"  |
| A    | Senior    | Vermell  | >18         | H/D  | 26"  |
| A    | Junior    | Vermell  | 16 a 18     | H/D  | 26"  |
| B    | Minime    | Blau     | 13 a 15     | H    | 20"  |
| B    | Benjamin  | Verd     | 10 a 12     | H    | 20"  |
| B    | Poussin   | Blanc    | 7 a 9       | H    | 20"  |
| C    | Femina    | Carbassa | >15         | D    | 26"  |
| C    | Femina    | Carbassa | 7 a 15      | D    | 20"  |
| -    | Promesa   | Negre    | <7          | H/D  | 20"  |

Notes
1. ↑  El color identifica el nivell de dificultat de les zones per a cada categoria
2. ↑  H: Home / D: Dona
3. ↑  Indica la mida de roda màxima permesa (en polzades)
4. ↑  Categoria existent als campionats dels Països Catalans, segons normes de la BAC

### Reconeixement internacional
El mes d'agost del 2009, la Biketrial Associació Catalana (BAC) va ser reconeguda de forma oficial per la BIU, amb la qual cosa els pilots catalans poden competir internacionalment representant Catalunya. Des del 2010 fins al 2012, la Selecció nacional ha aconseguit els tres títols mundials de biketrial per nacions disputats fins al moment, així com l'europeu del 2012.

## Derivats

### Interescolar
Les regles són les mateixes que les del biketrial regulat per la BIU, però aquesta categoria està reservada a competidors pertanyents a un club o escola. És una categoria pensada per a l'aprenentatge dels principiants. Se celebren campionats interescolars de biketrial a Catalunya i a molts altres països.

### Push-BikeTrial
L'any 2011 nasqué al Japó una modalitat de biketrial pensada per a nens d'entre 2 i 5 anys, anomenada Push-BikeTrial, que fou introduïda a finals del mateix any a Catalunya. Entre els promotors d'aquesta nova disciplina a Europa hi ha en Pere Pi, l'històric promotor del trialsín i responsable de la creació del biketrial.